# Anclote

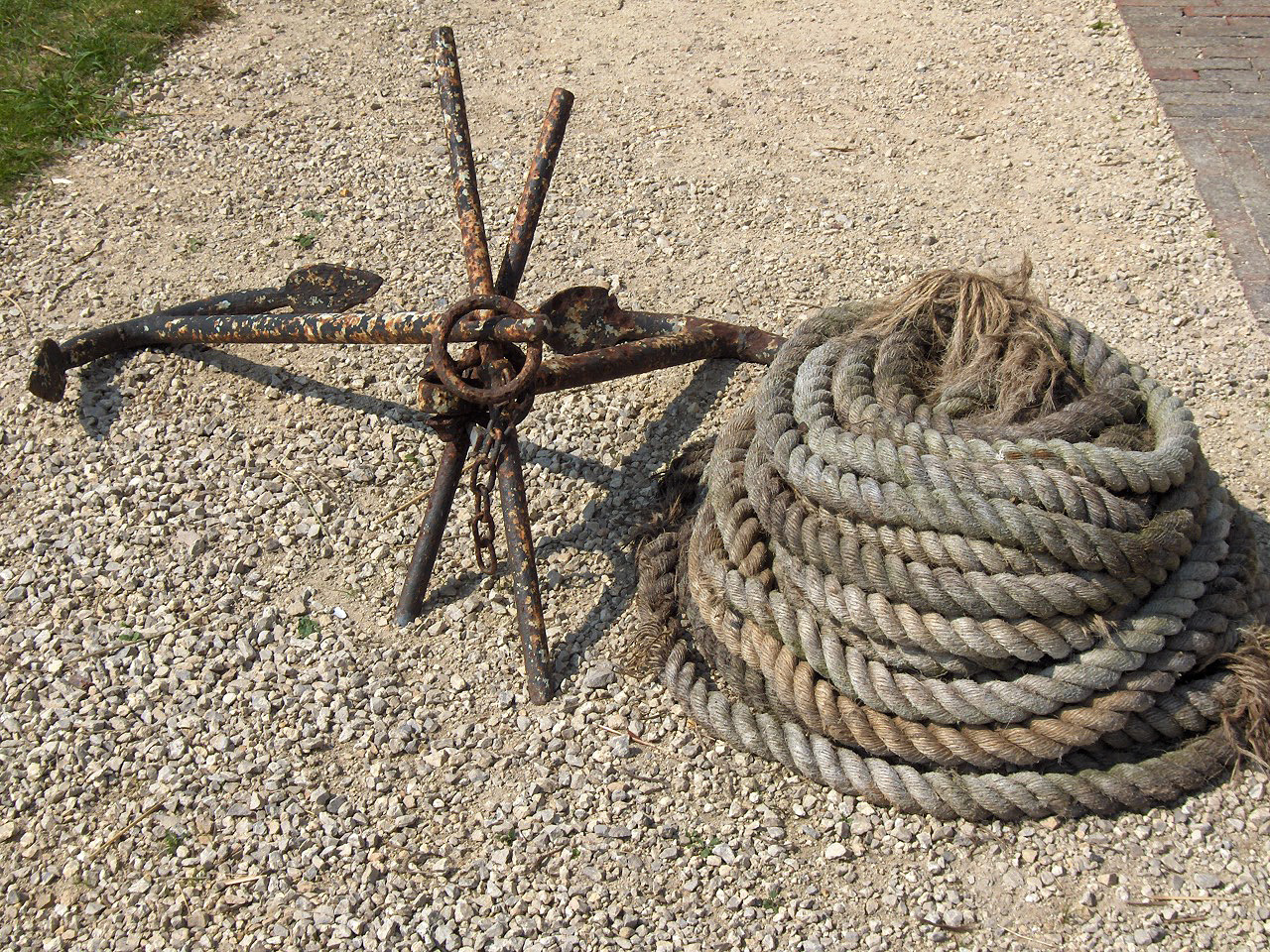
Anclote doble.

En náutica, el anclote es un ancla pequeña y ligera. Con frecuencia se hace extensivo este nombre a las de brazos múltiples y sin cepo, rezón y arpeo, que emplean para fondear con facilidad las embarcaciones menores y que también se usan para rastrear el fondo del mar cuando se ha de coger algún objeto, como cable, cadena, ancla, etc.